# Stéphanie Dumont
Stéphanie Dumont (* 5. Februar 1968) ist eine ehemalige französische Eisschnellläuferin.

## Werdegang
Dumont, die für den US Fontenay startete, wurde dreimal französische Juniorenmeisterin im Mini-Mehrkampf (1984–1986) und zweimal im Sprint-Mehrkampf (1979, 1982). Bei französischen Meisterschaften siegte sie zweimal im Kleinen Vierkampf (1988, 1989) und kam zudem fünfmal auf den zweiten sowie einmal auf den dritten Platz. International trat sie erstmals bei den Juniorenweltmeisterschaften 1983 in Sarajevo in Erscheinung, wobei sie den 31. Platz im Mini-Mehrkampf errang. In den folgenden Jahren lief sie bei den Juniorenweltmeisterschaften 1984 in Assen auf den 21. Platz und bei den Juniorenweltmeisterschaften 1985 in Røros sowie bei den Juniorenweltmeisterschaften 1986 in Québec jeweils auf den 17. Rang im Mini-Mehrkampf. Von der 1985/86 bis zur Saison 1988/89 nahm sie an 28 Läufen im Eisschnelllauf-Weltcup teil und erreichte dabei in der Saison 1987/88 in Calgary mit dem 12. Platz über 3000 m sowie 5000 m ihre beste Platzierung in dieser Rennserie. In der Saison 1986/87 errang sie bei der Mehrkampfeuropameisterschaft 1987 in Groningen den 25. Platz und bei der Mehrkampfweltmeisterschaft 1987 in West Allis den 29. Rang im Kleinen Vierkampf. Im folgenden Jahr belegte sie bei der Mehrkampfeuropameisterschaft in Kongsberg den 23. Platz im Kleinen Vierkampf und bei ihrer einzigen Teilnahme an Olympischen Winterspielen in Calgary den 29. Platz über 500 m, jeweils den 27. Rang über 1500 m und 3000 m sowie den 25. Platz über 5000 m. Bei der Mehrkampfweltmeisterschaft 1989 in Lake Placid kam sie auf den 25. Platz im Kleinen Vierkampf.

## Erfolge

### Olympische Spiele
- 1988 Calgary: 25. Platz 5000 m, 27. Platz 1000 m, 27. Platz 3000 m, 29. Platz 500 m

### Mehrkampf-Weltmeisterschaften
- 1987 West Allis: 29. Platz Kleiner Vierkampf
- 1989 Lake Placid: 25. Platz Kleiner Vierkampf

### Mehrkampf-Europameisterschaften
- 1987 Groningen: 25. Platz Kleiner Vierkampf
- 1988 Kongsberg: 23. Platz Kleiner Vierkampf

## Persönliche Bestleistungen
| Disziplin | Zeit        | Datum            | Ort     |
| --------- | ----------- | ---------------- | ------- |
| 500 m     | 43,13 s     | 24. Januar 1987  | Davos   |
| 1000 m    | 1:26,84 min | 12. Februar 1989 | Calgary |
| 1500 m    | 2:11,01 min | 4. Dezember 1987 | Calgary |
| 3000 m    | 4:38,03 min | 13. Februar 1988 | Calgary |
| 5000 m    | 8:00,40 min | 13. Februar 1988 | Calgary |